# Süddeutsche Automobil-Fabrik Gaggenau

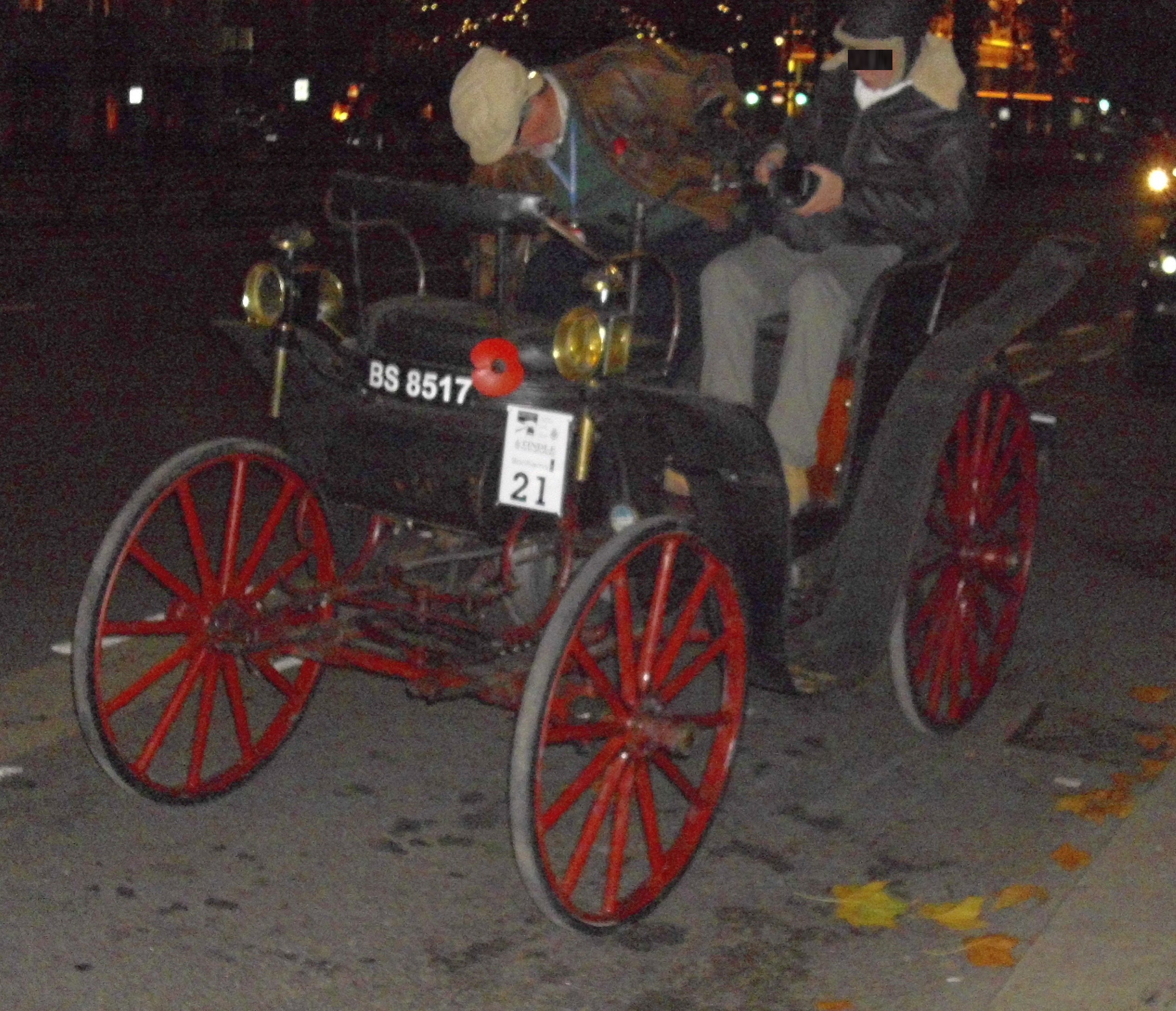
Orient-Express (1898)

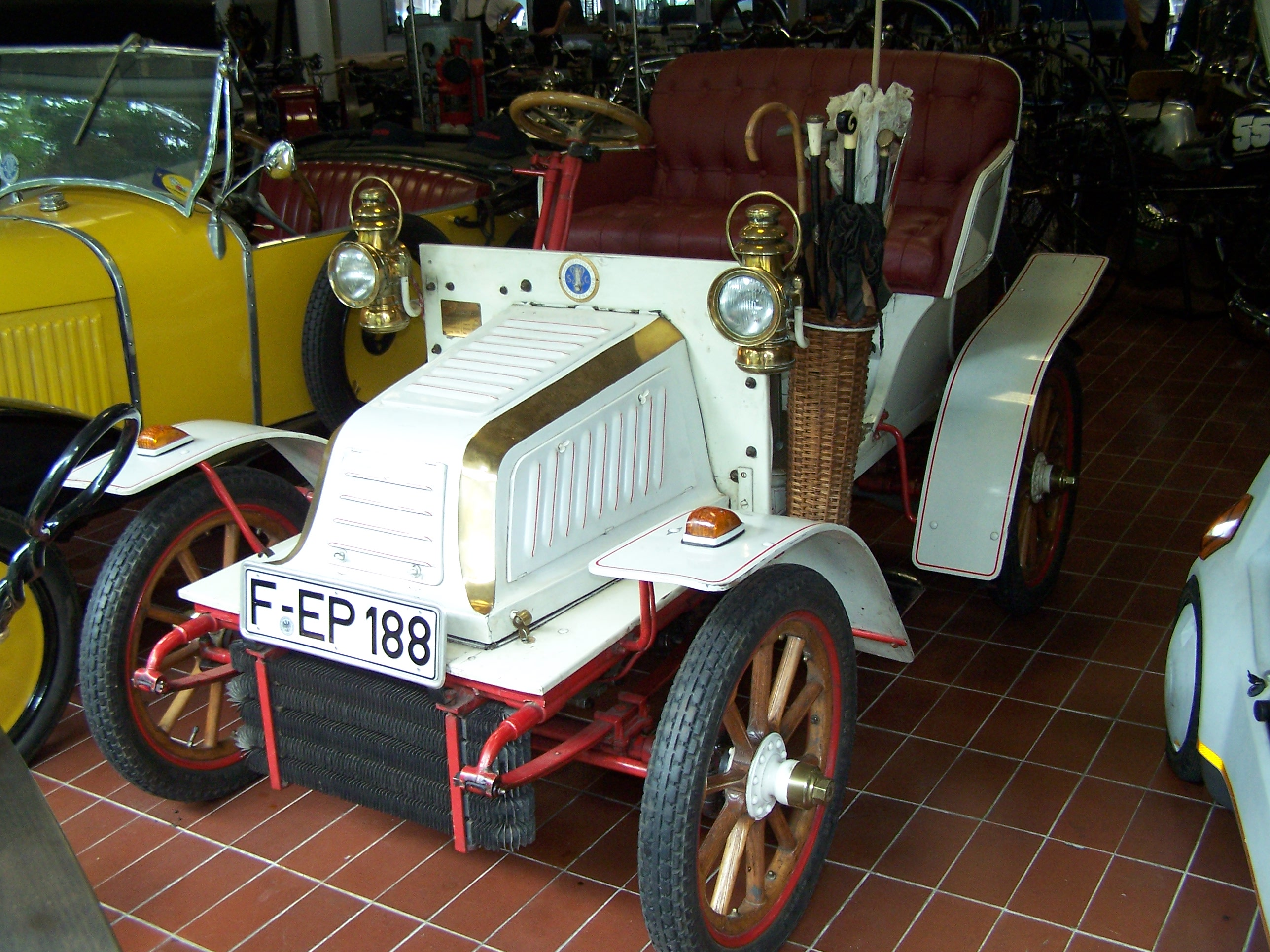
Jedno z nejstarších přihlášených automobilů v Německu, Bergmann v Technische Sammlung Hochhut ve Frankfurtu nad Mohanem

Společnost Süddeutsche Automobil-Fabrik, známá pod zkratkou „SAF“, byla německý výrobce jízdních kol a automobilů. Sídlila v průmyslovém městě Gaggenau. 

## Historie firmy
V roce 1894 založil podnikatel Theodor Bergmann továrnu na výrobu automobilů jako doplněk k svým od roku 1883 rozvíjeným činnostem (kromě zbraní vyráběl i lité a kované díly a předměty). Navázal tak na tradici původní železárny z roku 1680. Tu v roce 1889 už vlastnil celou.
Od roku 1894 zde podle plánů inženýrů Josefa Vollmera a Willyho Secka pod značkou Orient Express vznikaly osobní a užitkové automobily a také omnibus s motorem o výkonu 8 koní. V roce 1904 vyrobila firma i malý automobil, který uvedla na trh pod značkou Liliput.
V roce 1904 získal firmu Georg Wiss, v roce 1905 založil GmbH (společnost s ručením omezeným) s názvem Süddeutsche Automobil-Fabrik GmbH a nadále vyráběl nákladní automobily. Vzniklo několik typů autobusů, které byly užívány ve městě Baden-Baden a okolí. V roce 1905 vyrobila firma SAF i první velký autobus 52 sedících cestujících pro berlínskou veřejnou dopravu. 
Továrna vyrobila i první hasičskou automobilní stříkačku s „benzínovým motorem“ (hasičský automobil) na světě. Od roku 1907 byla vyráběna i vozidla pro ozbrojené síly o užitečné hmotnosti 5 tun a automobily pro transport dlouhých nákladů. Pod značkami „Gaggenau“, „SAF“ a „SAG“ exportovala automobily do celé Evropy, Ruska a Střední Ameriky.
SAF se ale dostala do finančních těžkostí, nejen kvůli široké výrobní paletě ale i nákladnému vývoji a inovacím. Tyto náklady prodej malých počtů mnoha druhů vozidel nemohl pokrýt. Došlo ke sblížení s automobilkou Benz & Cie. v Mannheimu, která dlouhodobě plánovala výrobu nákladních vozidel. Největší věřitel, „Rýnská kreditní banka“ (Rheinische Kreditbank), zprostředkovala dohodu nejprve o podílnictví a posléze i převzetí SAF továrnou Benz & Cie. AG. 
Benz pokračoval v továrně ve výrobě širokého spektra nákladních vozů a autobusů. Počet zaměstnanců v Gaggenau vzrostl na 800.
Dalším krokem byla změna SAF na společnost „Benz-Werke Gaggenau GmbH“ na přelomu let 1910 a 1911. Firma přechodně používala logo i značku „Benz-Gaggenau“. V roce 1912 Benz převzal celou výrobu. Po fúzi firem Benz & Cie. a Daimler Motoren Gesellschaft v roce 1926 patřila továrna společnosti Daimler-Benz AG a poté se stala součástí koncernu Daimler AG. Do roku 2002 se zde vyráběly automobily Unimog.

## Zajímavost
Německý důstojník Paul Graetz vykonal s upraveným vozem značky první přejezd Afriky z východu na západ. Cestu započal 10. srpna 1907 v tanzanském Dar es Salaamu. Do Swakopmundu v tehdejší Německé jihozápadní Africe dorazil po zdolání trasy dlouhé 9500 kilometrů 1. května 1909.